# Qutb-Komplex
Der Qutb-Komplex (manchmal auch Qutub oder Qutab geschrieben) ist ein Gelände in Mehrauli im Süden der indischen Metropole Delhi, auf dem die Ruinen der ersten – nach der muslimischen Eroberung der Stadt erbauten – Moschee Delhis stehen (um 1200). Der Gesamtkomplex wurde von der UNESCO im Jahre 1993 als Weltkulturerbe eingestuft. In der von kolonialzeitlichen Historikern geprägten Liste der „sieben Städte von Delhi“ wird der Qutb-Komplex als erste Stadtgründung gezählt.

## Geschichte
Die Geschichte der Stätte reicht zurück in vorislamische Zeiten: Ursprünglich war die Stelle um 1060 von dem Rajputen-Herrscher Anang Pal als Lal Kot gegründet worden und gilt als eines der ältesten Zeugnisse der Stadtgeschichte von Delhi. Doch nach der Eroberung Delhis durch den Ghuriden-General Qutb-ud-Din Aibak (reg. 1192/3–1310) ließ dieser sämtliche – die Rede ist von 27 – Hindu- und Jain-Tempel in Delhi und Umgebung zerstören; aus den von menschlichen und tierischen Figuren weitgehend gesäuberten Säulen (Spolien) entstand in den Folgejahren die Quwwat-ul-Islam-Moschee. Das ebenfalls von Qutb-ud-Din Aibak um 1202 begonnene Qutb Minar zeigt hingegen eine eindeutig islamische Formensprache und orientiert sich an Vorgängerbauten im heutigen Afghanistan. Die Moschee wurde unter seinem Schwiegersohn und Nachfolger Iltutmish (reg. 1211–1236) erweitert, der auch in dem Komplex beigesetzt wurde und ein Mausoleum mitsamt Kenotaph erhielt. Eine nochmalige Erweiterung der Moschee erfolgte unter dem Sultan Ala ud-Din Khalji (reg. 1297–1316), der in einem Grabmal gegenüber der von ihm gestifteten Koranschule (madrasa) bestattet ist.
Das letzte innerhalb des Qutb-Komplexes errichtete Gebäude ist das kleine Imam Zamin-Mausoleum, das um 1540 nur wenige Meter östlich des Alai Darwaza-Torbaus erbaut wurde.

## Sehenswürdigkeiten
- Quwwat-ul-Islam-Moschee (ca. 1193–1316)
- Eiserne Säule (4./5. Jh.)
- Qutb Minar (ca. 1202–1236) mit späteren Umbauten der oberen Geschosse
- Iltutmish-Mausoleum (ca. 1235–1240)
- Alai Darwaza (ca. 1306–1311)
- Alai Minar (ca. 1315/16)
- Ala-ud-Din-Khalji-Madrasa (ca. 1310–1315)
- Ala-ud-Din-Khalji-Mausoleum (ca. 1310–1315)
- Imam-Zamin-Mausoleum (ca. 1540)

## Bilder

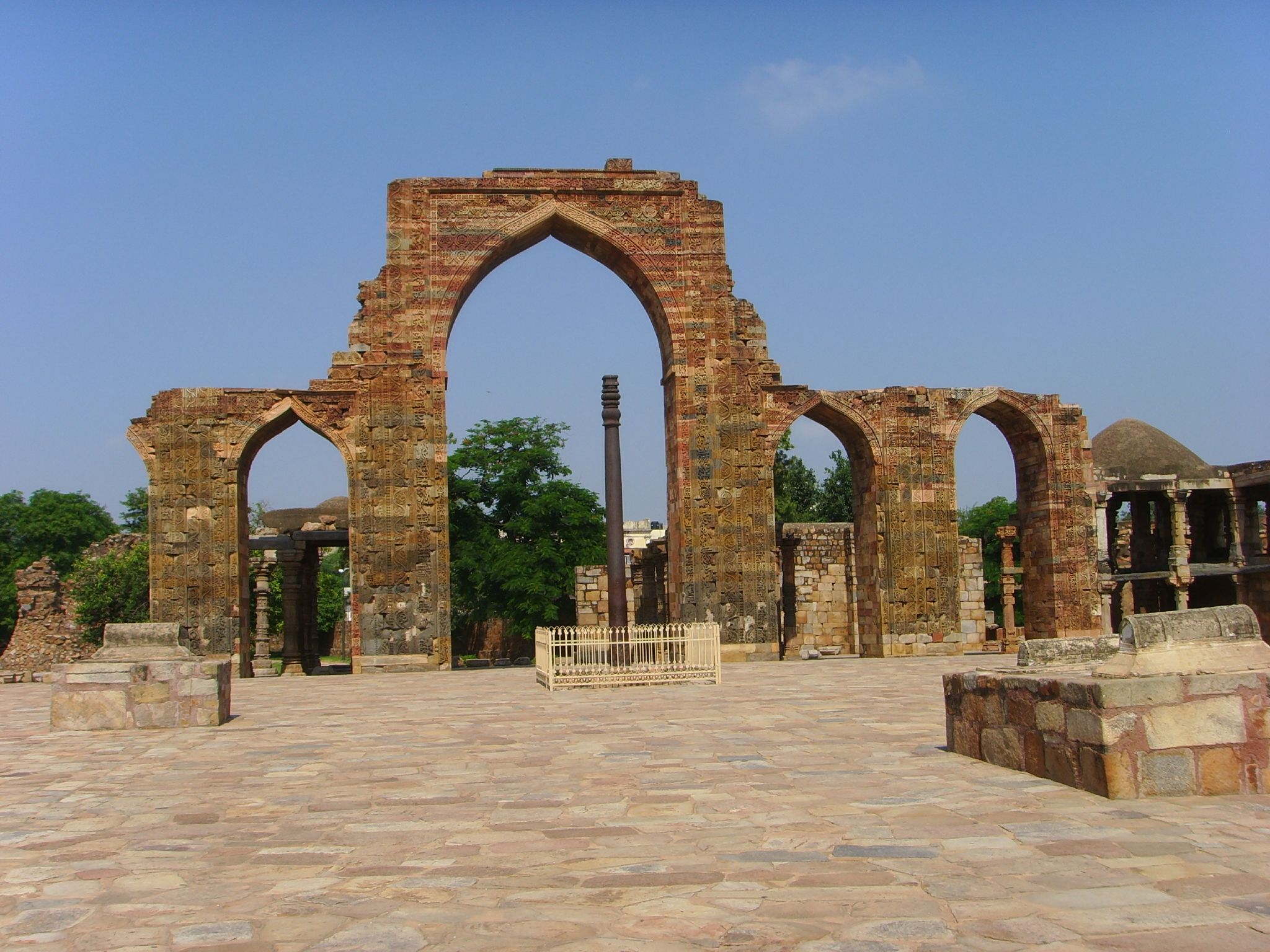
Quwwat-ul-Islam-Moschee und Eiserne Säule
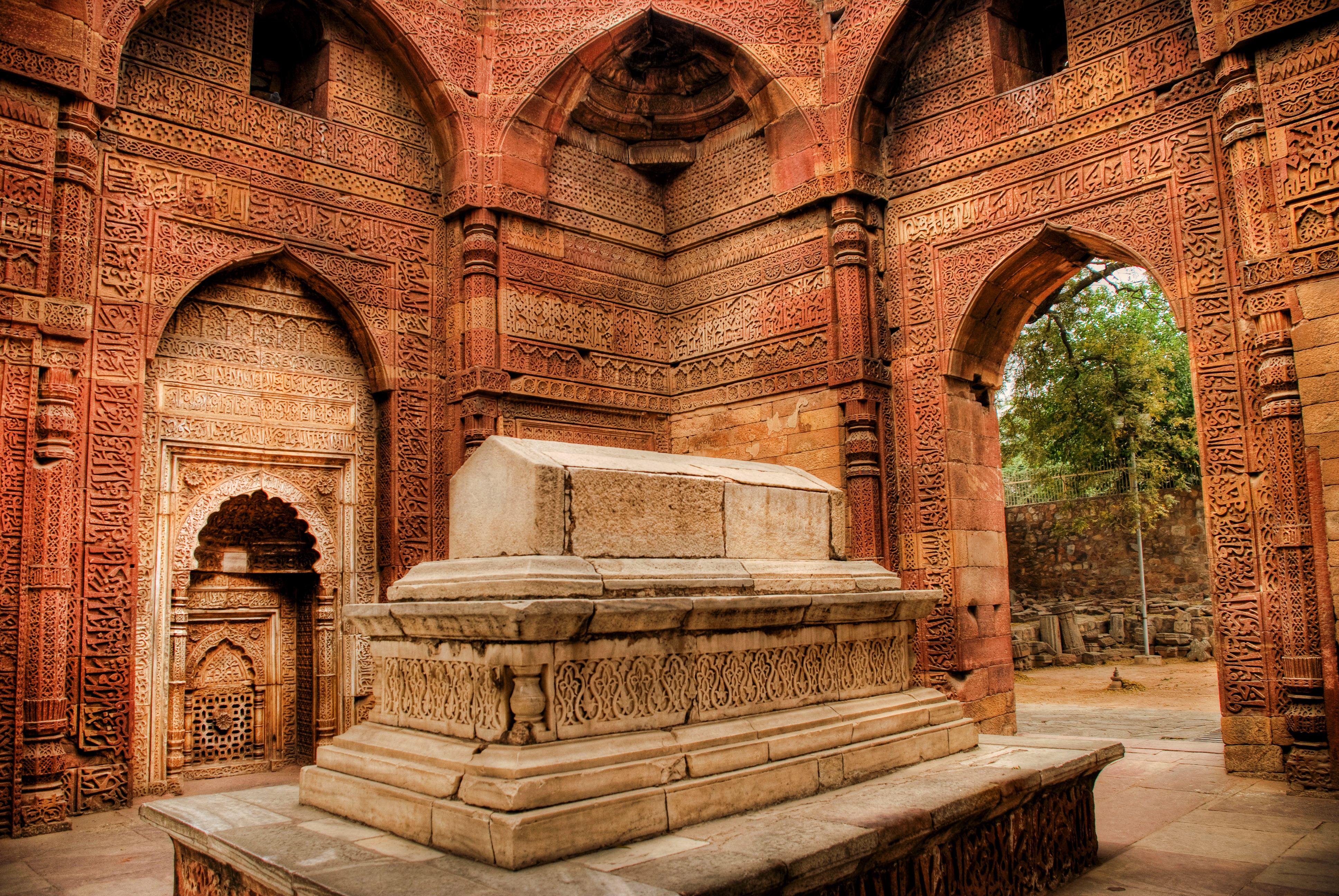
Iltutmish-Mausoleum
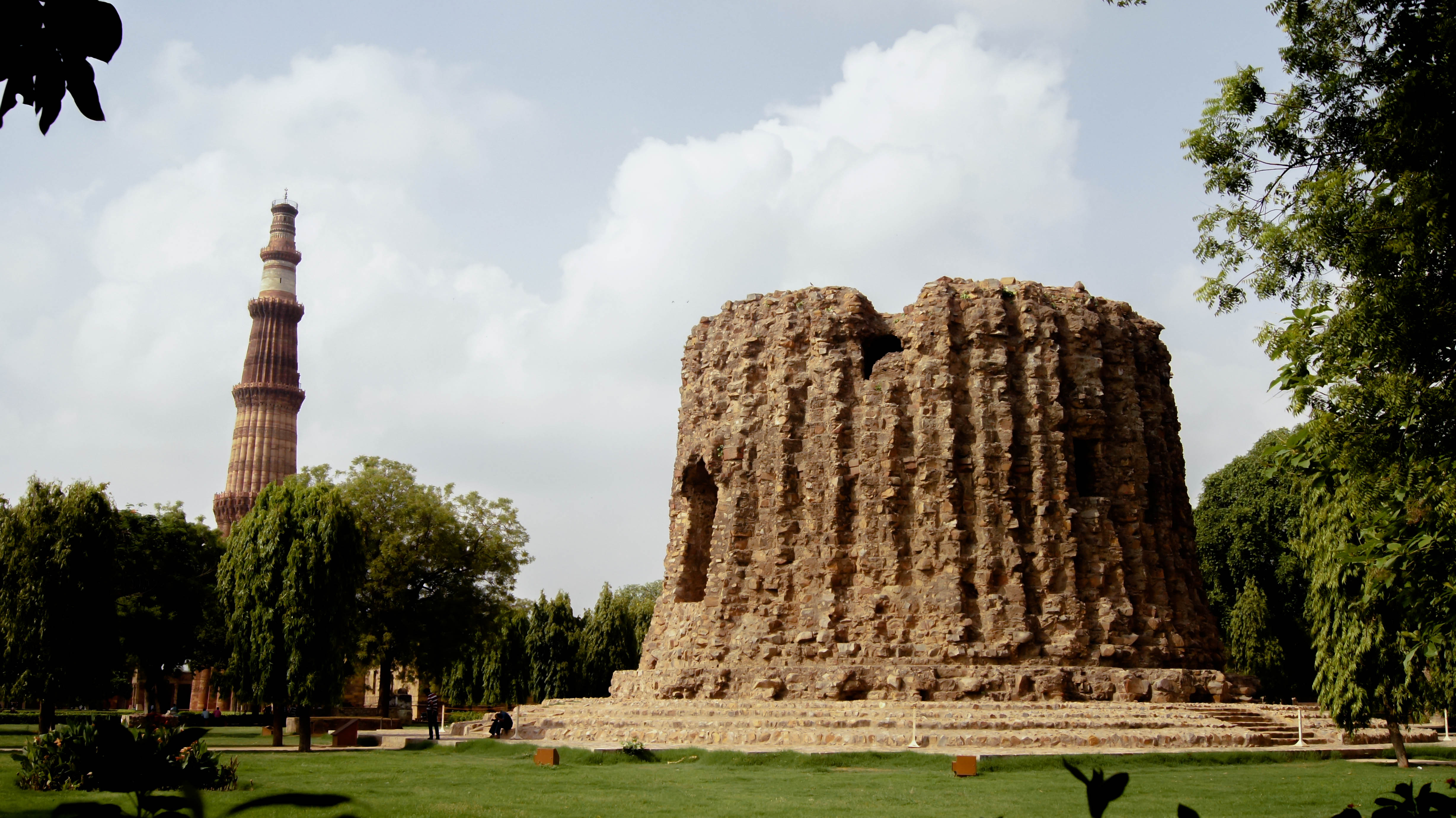
Alai Minar (im Hintergrund Qutb Minar)
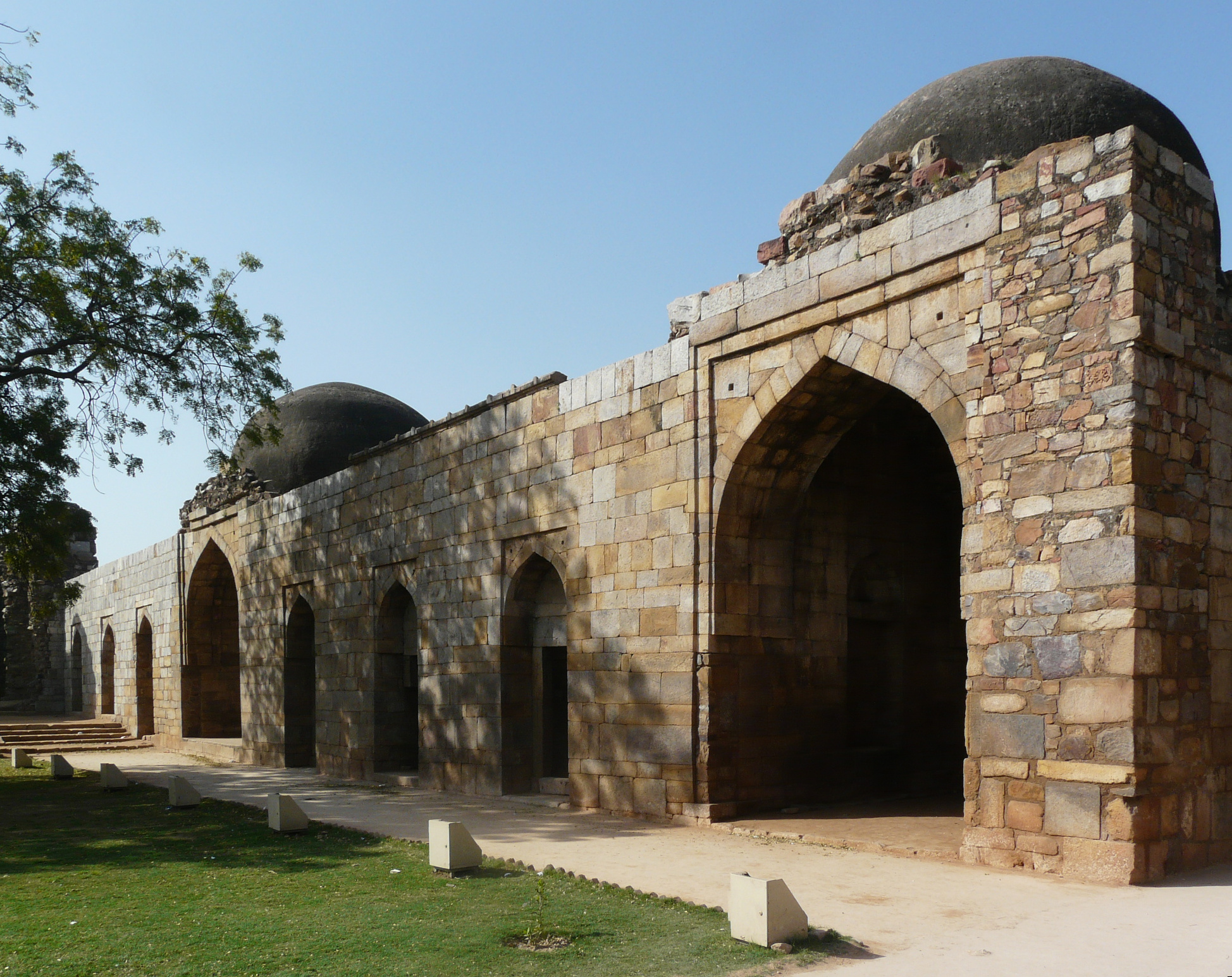
Ala-ud-Din-Khalji-Madrasa

## Sonstiges
Im angrenzenden Mehrauli Archaeological Park stehen das Muhammad-Quli-Khan-Mausoleum (ca. 1570) sowie die Überreste von ca. 100 anderen Gebäuden.